# 정동진독립영화제
정동진독립영화제(영어: Jeongdongjin Independent Film Festival, JIFF)는 대한민국의 영화제이다.
1999년부터 매년 8월 첫 주말(금·토·일요일), 강원특별자치도 강릉시 정동초등학교에서 열리는 야외 독립영화제이다. 1999년 강릉씨네마떼끄와 한국독립영화협회가 기획했고 2002년부터 강릉씨네마떼끄와 한국영상자료원이 공동으로 주최한다. 전 작품을 무료로 상영하는 국내 유일의 야외 독립영화제로 김꽃비(2009~2014), 변영주(2016~2018) 등의 영화인이 개막식 사회를 맡았다.
2018년 20주년을 맞아 처음 집행위원회와 작품 선정위원회를 출범하고, 영화제 에세이집 《별이 지는 하늘, 영화가 뜨는 바다》를 출간했다.

## 땡그랑 동전상
2002년 제4회부터 시작된 관객상으로 당일 상영작품 중 가장 감명 깊게 본 영화에 관객들이 직접 투전하는 방식으로 선정된다.
수상작은 동전 금액이 아닌 동선의 '개수'가 가장 많은 작품으로 결정되며 영화제 기간 동안 매일 밤 1편씩 총 3편의 작품에 수여된다. 나무로 만든 수제 트로피와 당일 투전된 모든 동전의 총액이 부상으로 지급된다.
| 연도 | 회차           | 수상작                                  | 감독                        |
| ---- | -------------- | --------------------------------------- | --------------------------- |
| 2002 | 1일차 8월 9일  | 빈칸                                    | 폭우로 상영 취소            |
| 2002 | 2일차 8월 10일 | 《먼지, 사북을 묻다》                   | 이미영                      |
| 2002 | 3일차 8월 11일 | 《나무아미타불 크리스마스》             | 박관호                      |
| 2003 | 1일차 8월 14일 | 《인생》                                | 김준기                      |
| 2003 | 2일차 8월 15일 | 《미안합니다》                          | 박명랑                      |
| 2003 | 3일차 8월 16일 | 《에미 속 타는줄도 모르고》             | 박미령                      |
| 2004 | 1일차 8월 6일  | 《빵과 우유》                           | 원신연                      |
| 2004 | 2일차 8월 7일  | 《자유를 그리다》                       | 박원철                      |
| 2004 | 3일차 8월 8일  | 《어느날》                              | 박준형                      |
| 2005 | 1일차 8월 5일  | 《핵분열 가족》                         | 박수영, 박재영              |
| 2005 | 2일차 8월 6일  | 《산책》                                | 최지영                      |
| 2005 | 3일차 8월 7일  | 《베트남 처녀와 결혼하세》              | 이미랑                      |
| 2006 | 1일차 8월 4일  | 《운수좋은 날》                         | 이한종                      |
| 2006 | 2일차 8월 5일  | 《쇼킹패밀리》                          | 경순                        |
| 2006 | 3일차 8월 6일  | 《졸업의 이론과 실제》                  | 강승표                      |
| 2007 | 1일차 8월 3일  | 《우리는 KTX승무원입니다》              | 옥유미                      |
| 2007 | 2일차 8월 4일  | 《아이들은 잠시 외출했을 뿐이다》       | 남다정                      |
| 2007 | 3일차 8월 5일  | 《in the cold cold night 02_metronome》 | 기채생                      |
| 2008 | 1일차 8월 1일  | 《우린 액션배우다》                     | 정병길                      |
| 2008 | 2일차 8월 2일  | 《무림일검의 사생활》                   | 장형윤                      |
| 2008 | 3일차 8월 3일  | 《[Bomb!Bomb!Bomb!]》                   | 곡사                        |
| 2009 | 1일차 8월 7일  | 《날아라 펭귄》                         | 임순례                      |
| 2009 | 2일차 8월 8일  | 《안녕하세요 대통령입니다》             | 이마리오                    |
| 2009 | 3일차 8월 9일  | 《어배러투모로우 온더 스트리트》        | 유민규                      |
| 2010 | 1일차 8월 6일  | 《더 브라스 퀀텟》                      | 유대얼                      |
| 2010 | 2일차 8월 7일  | 《할 수 있는 자가 구하라》              | 윤성호                      |
| 2010 | 3일차 8월 8일  | 《츄리멜로》                            | 권용숙                      |
| 2011 | 1일차 8월 5일  | 《만들고 싶다》                         | 김준우                      |
| 2011 | 2일차 8월 6일  | 《구해줘!》                             | 김의석                      |
| 2011 | 3일차 8월 7일  | 《거북이들》                            | 구교환                      |
| 2012 | 1일차 8월 3일  | 《개와 열쇠》                           | 김희정                      |
| 2012 | 2일차 8월 4일  | 《하루》                                | 한재빈                      |
| 2012 | 3일차 8월 5일  | 《오징어와 복면들》                     | 문혜성                      |
| 2013 | 1일차 8월 2일  | 《4교시 체육시간》                      | 예민희                      |
| 2013 | 2일차 8월 3일  | 《잘 먹고 잘 사는 법》                  | 정한진                      |
| 2013 | 3일차 8월 4일  | 《마이 플레이스》                       | 박문칠                      |
| 2014 | 1일차 8월 1일  | 《60만번의 트라이》                     | 박사유, 박돈사              |
| 2014 | 2일차 8월 2일  | 《족구왕》                              | 우문기                      |
| 2014 | 3일차 8월 3일  | 《이 별에 필요한》                      | 김용완                      |
| 2015 | 1일차 8월 7일  | 《소꿉놀이》                            | 김수빈                      |
| 2015 | 2일차 8월 8일  | 《오늘영화》                            | 윤성호 강경태 구교환 이옥섭 |
| 2015 | 3일차 8월 9일  | 《결혼전야》                            | 이란희                      |
| 2016 | 1일차 8월 5일  | 《못, 함께하는》                        | 이나연                      |
| 2016 | 2일차 8월 6일  | 《최고의 감독》                         | 문소리                      |
| 2016 | 3일차 8월 7일  | 《수요기도회》                          | 김인선                      |
| 2017 | 1일차 8월 4일  | 《내 친구 정일우》                      | 김동원                      |
| 2017 | 2일차 8월 5일  | 《걸스온탑》                            | 구교환, 이옥섭              |
| 2017 | 3일차 8월 6일  | 《맥북이면 다 되지요》                  | 장병기                      |
| 2018 | 1일차 8월 3일  | 《자유연기》                            | 김도영                      |
| 2018 | 2일차 8월 4일  | 《어른도감》                            | 김인선                      |
| 2018 | 3일차 8월 5일  | 《어른이 되어》                         | 오지수                      |
| 2019 | 1일차 8월 2일  | 《스트레인저》                          | 김유준                      |
| 2019 | 2일차 8월 3일  | 《나는보리》                            | 김진유                      |
| 2019 | 3일차 8월 4일  | 《안느 체크소위코프와 일곱편의 영화들》 | 유영주                      |